# Innica
Innica (biał. Ініца, Inica; ros. Иница, Inica) – wieś na Białorusi, w obwodzie mińskim, w rejonie stołpeckim, w sielsowiecie Świerżeń Stary.

## Warunki naturalne
W pobliżu wsi leży Rezerwat Hydrologiczny Miranka oraz przepływa Niemen.

## Historia
Pod zaborami i w II Rzeczypospolitej zaścianek. W XIX i w początkach XX w. położona była w Rosji, w guberni mińskiej, w powiecie nowogródzkim, w gminie Mir. Wchodziła w skład klucza mirskiego własności m.in. Radziwiłłów. Zamieszkała przez drobną szlachtę.
W dwudziestoleciu międzywojennym leżała w Polsce, w województwie nowogródzkim, w powiecie stołpeckim, w gminie Mir. W 1921 miejscowość liczyła 164 mieszkańców, zamieszkałych w 30 budynkach, w tym 163 Polaków i 1 Białorusina. 148 mieszkańców było wyznania rzymskokatolickiego i 16 prawosławnego.
Po II wojnie światowej w granicach Związku Sowieckiego. Od 1991 w niepodległej Białorusi.